# X Corp.
X Corp. es una empresa tecnológica fundada por Elon Musk en 2023 como sucesora de Twitter, Inc. Es una filial de X Holdings Corp., que a su vez es propiedad de Elon Musk. La empresa posee el servicio de red social X y ha anunciado planes de utilizarlo como base para otros servicios.

## Historia

### Conceptualización y planificación (2022-2023)
En abril de 2022, documentos presentados a la Comisión de Bolsa y Valores (SEC) revelaron que Musk había formado tres entidades corporativas en Delaware, todas bajo el nombre de X Holdings. Según los documentos, una de las entidades se fusionaría con Twitter, Inc., mientras que otra serviría como la empresa matriz de la nueva empresa fusionada. Una tercera entidad ayudaría a asumir un préstamo de US$13 mil millones proporcionado por varios bancos grandes para adquirir Twitter. El nombre “X” se remonta a X.com, un banco en línea cofundado por Musk en 1999. En junio de 2001, X.com se convirtió en PayPal. Musk consideró formar una empresa holding llamada “X” para Tesla, Inc. y SpaceX en agosto de 2012. En julio de 2017, Musk readquirió el dominio X.com de PayPal.
El concepto de X se concretó en octubre de 2022, cuando Musk tuiteó que adquirir Twitter es “un acelerador para crear X, la aplicación de todo”. Según Musk, Twitter aceleraría la creación de X en “3 a 5 años”. Musk expresó su interés en crear una aplicación similar a WeChat—una aplicación china de mensajería instantánea, redes sociales y pagos móviles—en un podcast en mayo de 2022. En junio, Musk le dijo a los empleados de Twitter que Twitter es una “plaza pública digital” que debería ser integral, como WeChat. En una conferencia de Morgan Stanley en marzo de 2023, Musk promocionó X una vez más como la potencialmente “mayor institución financiera del mundo”. El 27 de octubre de 2022, Musk adquirió Twitter por US$44 mil millones, y posteriormente se convirtió en su CEO.

### Formación (2023-presente)
En marzo de 2023, Musk registró X Holdings Corp. y X Corp. en Nevada. Más tarde ese mes, Musk solicitó fusionar X Holdings I con X Holdings Corp. y Twitter, Inc. con X Corp. En el documento, Musk reveló que X Holdings Corp. tiene US$2 millones de capital; X Holdings Corp. también servirá como la empresa matriz de X Corp. En un correo electrónico a toda la empresa ese mes, Musk anunció que los empleados de Twitter recibirán acciones de X Corp.
En un documento judicial de abril de 2023 para una demanda en curso presentada por la activista política de extrema derecha Laura Loomer contra Twitter y su ex CEO Jack Dorsey, Twitter, Inc. notificó al tribunal que se había consolidado en X Corp., una corporación de Nevada con sede en San Francisco, California. Un documento similar se presentó en el Tribunal de Distrito de los Estados Unidos para el Distrito Sur de Florida.

## Productos
X Corp. es actualmente propietaria de X.